# Murina tenebrosa
Murina tenebrosa је врста слепог миша из породице вечерњака (лат. Vespertilionidae). 

## Распрострањење
Насељава острво Цушима у Јапану.

## Станиште
Врста Murina tenebrosa има станиште на копну.

## Угроженост
Ова врста је крајње угрожена и у великој опасности од изумирања.

### Популациони тренд
Популациони тренд је за ову врсту непознат.